# František Karel Libštejnský z Kolovrat
František Karel I. hrabě Libštejnský z Kolovrat (13. květen 1620 Innsbruck – 5. květen 1700 Brno) byl český šlechtic ze starobylého rodu Kolovratů. Uplatnil se jako diplomat, později byl nejdéle úřadujícím zemským hejtmanem na Moravě, byl také držitelem Řádu zlatého rouna. Pro odlišení od svého stejnojmenného vnuka bývá označován jako František Karel I.

## Život

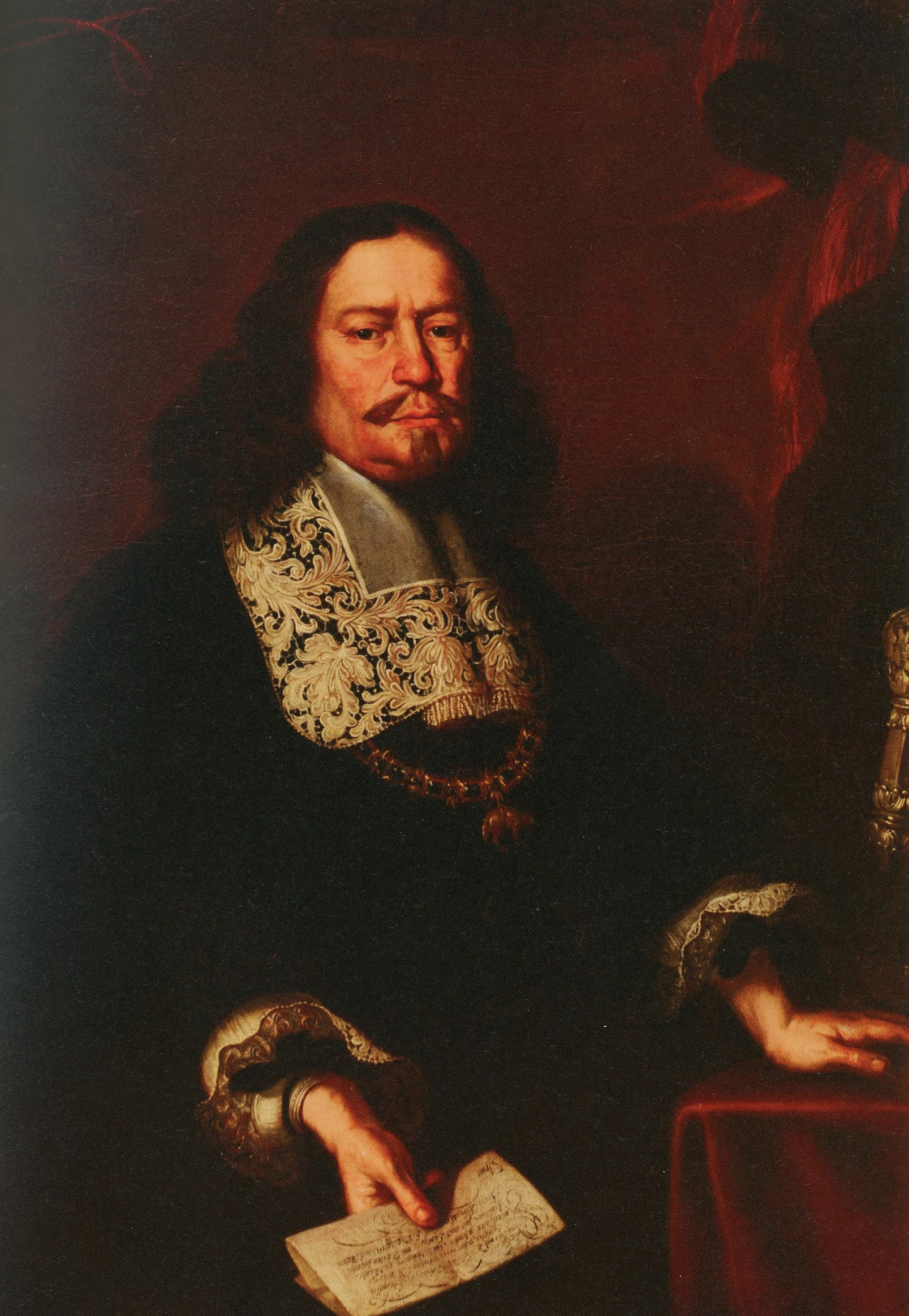
František Karel I. hrabě Kolovrat-Libštejnský; u levé ruky jeho hejtmanský meč

Pocházel z větve Libštejnských ze starobylého českého rodu Kolovratů. Narodil se v Innsbrucku 13. května 1620 jako prvorozený syn českého německého místokancléře a místodržícího Českého království Albrechta II. Libštejnského z Kolovrat (1583–1648) a jeho manželky Sabiny Viktorie, svobodné paní von Wolkenstein-Trostburg (1596–1684). Studoval v Praze a již v roce 1642 se stal radou komorního soudu, v letech 1647 až 1648 byl hejtmanem hradeckého kraje. V letech 1651–1667 byl prezidentem apelačního soudu, mezitím se stal i císařským komořím a tajným radou, z titulu funkce v zemské správě byl i členem sboru místodržících Českého království.
Jako příslušník staré české šlechty s dostatečným majetkovým zázemím byl v roce 1657 vybrán jako jeden z vyslanců Českého království na volbě císaře ve Frankfurtu (1657–1658). Na této diplomatické cestě si vedl německy psaný deník, který je dodnes důležitým pramenem k této události a v plném znění byl publikován v knize Trnitá cesta Leopolda I. za říšskou korunou. Císařem byl po dlouhém volebním roce zvolen Leopold I. Z Frankfurtu odjel František Karel Libštejnský na jaře 1658 do Polska, kde se do roku 1660 zúčastnil mírových jednání po ukončení polsko-švédské války.
Za své zásluhy byl hrabě i se svými bratry 20. července 1658 povýšen do říšského hraběcího stavu a následně 8. listopadu 1660 získal i český hraběcí stav (tituly platily zároveň i pro jeho mladší bratry).
V letech 1661–1667 byl prezidentem nad apelacemi, stal se komořím a tajným radou. V letech 1667–1700 byl zemským hejtmanem na Moravě a délkou funkčního období 33 let se stal historicky nejdéle úřadujícím vykonavatelem tohoto úřadu, dosáhl ale také značného úspěchu. Tento jeho úřad připomíná ceremoniální meč moravského zemského hejtmana, který hrabě dostal od císaře Leopolda I.
Jako moravský zemský hejtman se musel potýkat především s hrozbou nepřátelských vpádů z Uher, prosperitu země navíc zatěžovaly vysoké daně, které vyžadoval dvůr na válečné výdaje. V zastoupení Leopolda I. hostil v roce 1696 v Brně polskou královnu Marii Kazimíru. Po smrti Bernarda Ignáce z Martinic v roce 1685 neúspěšně usiloval o post nejvyššího purkrabího Českého království, nadále pak zůstal v Brně, kde nakonec i zemřel.

### Vyznamenání
Za své zásluhy získal od španělského krále Karla II. 12. června 1688 Řád zlatého rouna.

## Majetek
Ještě před převzetím vlastního dědictví po otci se v roce 1647 stal poručníkem nezletilých sourozenců své první manželky a do roku 1658 za ně spravoval panství Častolovice. Po otci zdědil v roce 1648 panství Rychnov nad Kněžnou, ke kterému v roce 1663 přikoupil panství Chroustovice u Chrudimi, kde nechal postavit zámek. V roce 1674 přikoupil Černíkovice a další statky. Z panství Rychnov nad Kněžnou, Černíkovic a Borohrádku vytvořil fideikomis. V letech 1676–1690 pak vybudoval reprezentativní sídlo v Rychnově. Rychnovský i chroustovický zámek mají pravděpodobně společného architekta neznámého jména, oba zámky mají navíc současnou podobu až z pozdějších přestaveb. V roce 1676 koupil Deštné v Orlických horách, takto získal také starou sklárnu, ve které se v letech 1660–1760 vyrábělo luxusní barokní sklo, tzv. kolovratský křišťál. Na jeho výrobě a výzdobě se podílela řada významných umělců, jako například malíř skla a porcelánu Ignác Preissler.
Jako moravský zemský hejtman měl povinnost vlastnit statek na Moravě, proto v roce 1668 koupil panství Líšeň u Brna (dnes městská část Brno-Líšeň). Líšeňskému renesančnímu zámku ale nevěnoval pozornost, sídlil převážně v Brně, kde si dlouhodobě pronajal nejvýznamnější městskou rezidenci, Ditrichštejnský palác na Zelném trhu.

## Mecenášství

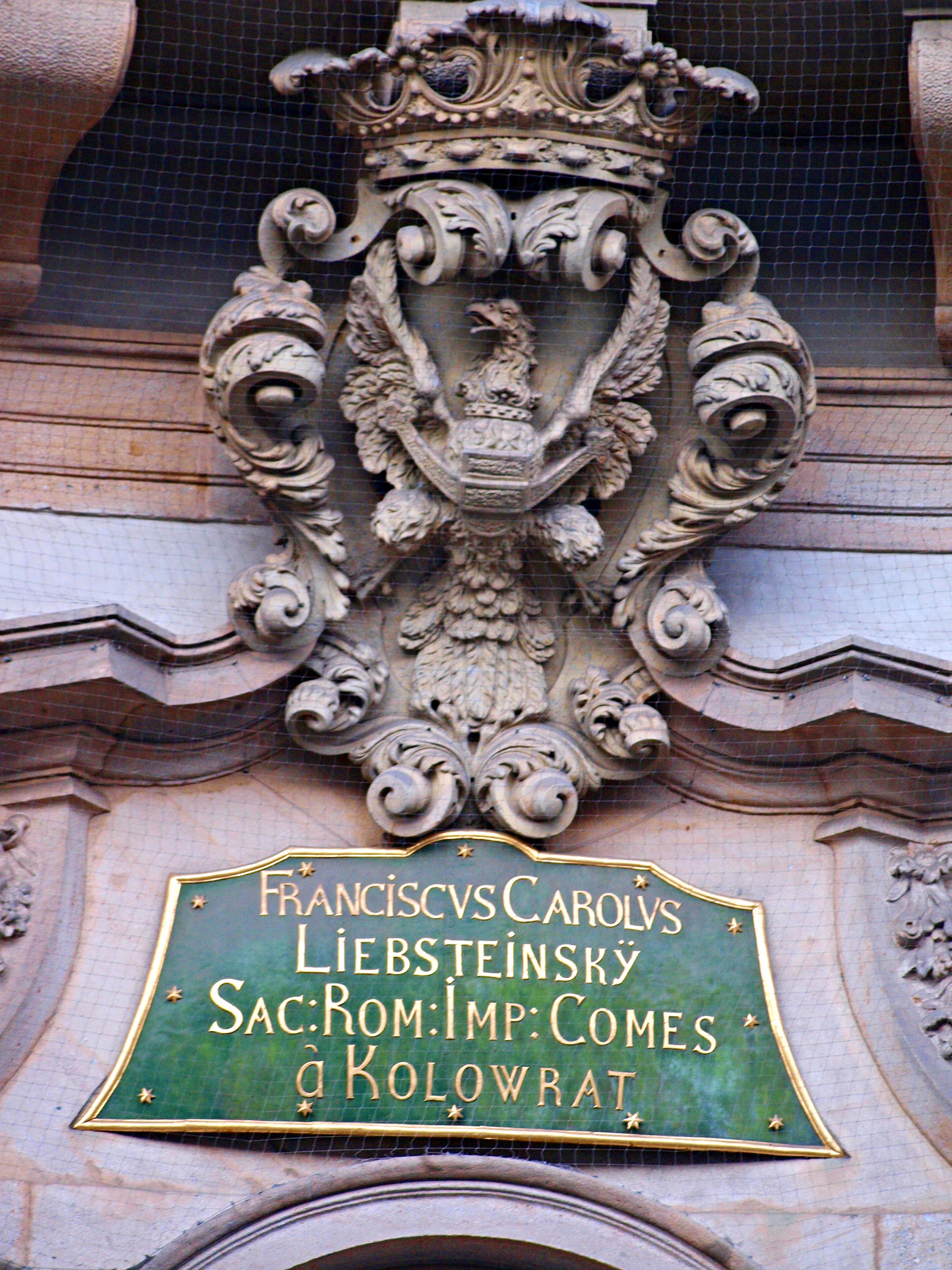
Erb Františka Karla hraběte Libštejnského z Kolovrat na chrámu sv. Mikuláše na pražské Malé Straně, coby jednoho mecenáše výstavby.

Kromě sakrálních staveb na vlastních panstvích byl František Karel mecenášem katolické církve na různých místech v Čechách a na Moravě. Financoval východní průčelí Mariánské kaple na Svaté Hoře u Příbrami, na své náklady nechal zřídit jednu kapli na poutní cestě cestě z Prahy do Staré Boleslavi a kapli sv. Vavřince v Karlových Varech. Za částku 1 000 zlatých pořídil oltář sv. Josefa v poutním chrámu Navštívení Panny Marie na Svatém Kopečku u Olomouce. Hrabě František Karel I. také přispěl částkou 1 000 zlatých na stavbu chrámu sv. Mikuláše na Malé Straně, kterou nejvíce podpořil Václav hrabě Kolowrat-Liebsteinský (1634–1659). Proto je v průčelí kostela velký erb Kolowratů a uvnitř se v kapli sv. Anny nachází hraběcí hrobka.

## Rodina

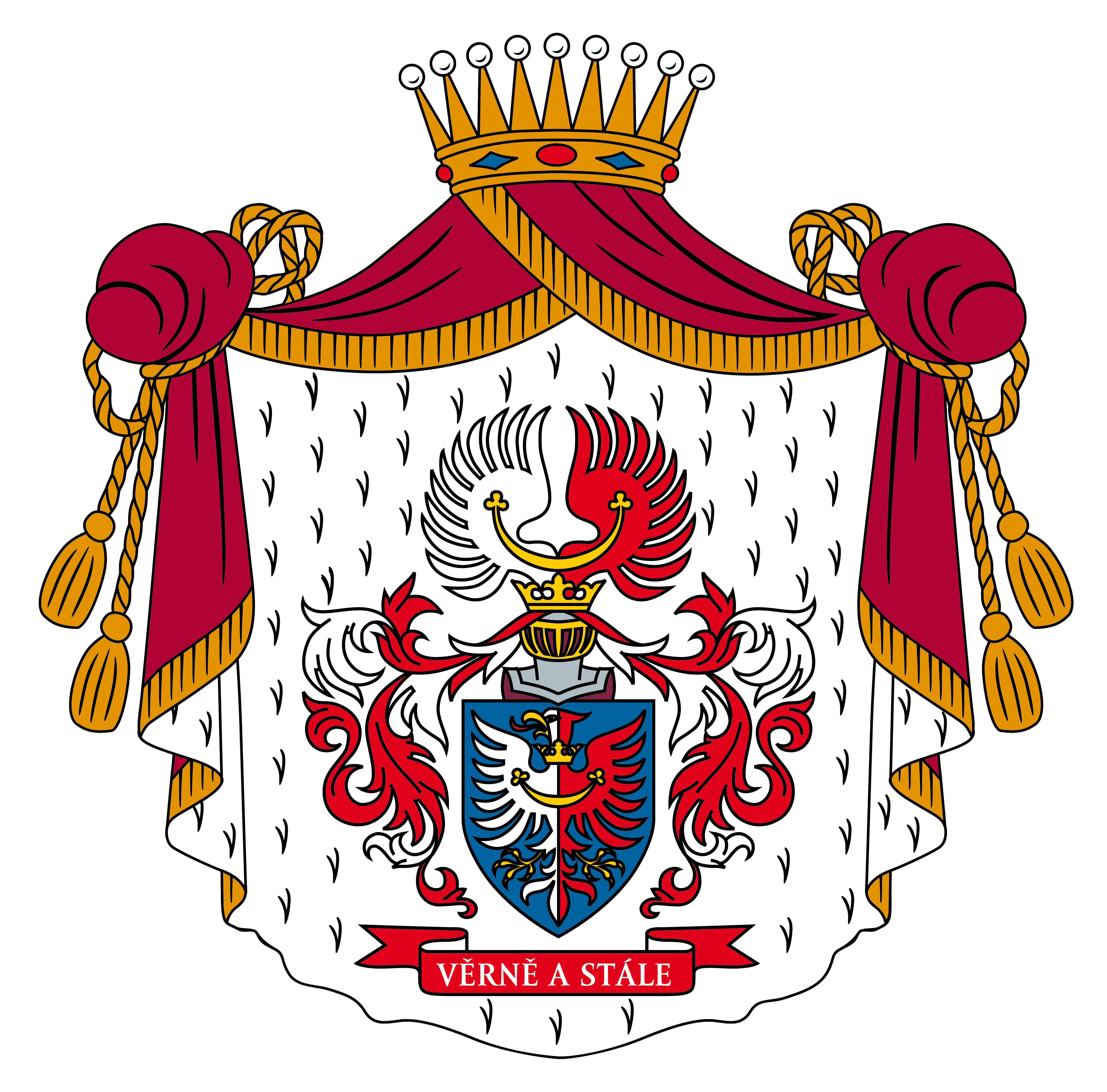
Erb Kolovratů

Jeho první manželkou byla Magdalena Ludmila z Oppersdorfu (1625–1672), s níž se oženil v Hradci Králové v roce 1646, kdy byl hejtmanem hradeckého kraje. S touto manželkou měl jedenáct dětí. Z jedenácti dětí pět zemřelo v dětství, nejmladší syn Ferdinand Vavřinec (1668–1694) zemřel ve Varaždínu. Podruhé se oženil v roce 1673 s hraběnkou Isabelou Clarou Cecilií Nogarola (1630–1691), která pocházela z portugalské šlechtické rodiny a byla vdovou po hraběti Ferdinandu Arnoštu Breunnerovi z Asparnu (1607–1666) a byla tak nevlastní matkou pražského arcibiskupa Jana Josefa Breunera (1641–1710). Společně neměli dalšího potomka. Obě manželky Františka Karla zemřely v Brně. Pokračovatelem rychnovské větve Libštejnských z Kolovrat byl syn Norbert Leopold (1655–1716), který byl stejně jako otec významným diplomatem.